# Orasemorpha
Orasemorpha (лат.) — род паразитических наездников семейства Eucharitidae отряда перепончатокрылые насекомые. Около 10 видов. Паразитоиды личинок и куколок муравьев.

## Распространение
Австралия и Тасмания.

## Описание
Мелкие хальцидоидные наездники (2—3 мм). Членики жгутика усиков цилиндрические. Лицо сильно скульптировано. Основание петиоля сужено и лишено переднего дорсального киля. Петиоль самки поперечный, не более ширины и длины (отчего брюшко выглядит почти сидячим). Петиоль самца может быть вдвое длиннее ширины. Транскутальное сочленение (между мезоскутумом и аксиллой) полное с отчётливым поперечным швом. Жвалы, максиллярные и лабиальные щупики развиты. Паразитоиды личинок и куколок муравьев Pheidole (Myrmicinae).

## Систематика
Описано около 10 видов. Таксон был выделен в 1988 году чешским энтомологом Зденеком Боучеком (1924—2011). Род Orasemorpha рассматривается сестринскими к родам Orasema, Indosema, Timioderus.
- Orasemorpha didentata (Girault, 1940) (=Eucharomorpha didentata)
- Orasemorpha eribotes (Walker, 1839) (=Eucharis eribotes)
- Orasemorpha goethei (Girault, 1934) (=Eucharomorpha goethei)
- Orasemorpha myrmicae (Girault, 1936) (=Epimetagea myrmicae)
- Orasemorpha pyttalus (Walker, 1846) (=Eucharis pyttalus)
- Orasemorpha sparsepilosa Heraty, 1994
- Orasemorpha tridentata (Girault, 1915) (=Eucharomorpha tridentata)
- Orasemorpha varidentata (Girault, 1936) (=Eucharomorpha varidentata)
- Orasemorpha xeniades (Walker, 1839) (=Eucharis xeniades)